# テネチェジウ
もしかして
- テネケチェジウ

ではありませんか？